# Alan Knight
Alan Edward Knight CBE (Balham, 3 de junho de 1961) é um ex-futebolista e treinador de futebol inglês que atuava como goleiro.
É considerado um dos maiores jogadores da história do Portsmouth, clube por qual atuou a maior parte de sua carreira, iniciada em 1981. Até 2000, foram 683 jogos pelo Campeonato Inglês (somando todas as competições, 801) com a camisa do Pompey. Notabilizou-se por suas defesas difíceis, o que levou ao status de ídolo dos torcedores do Portsmouth. Ao ser substituído em seu jogo de número 800, contra o Blackburn, a torcida presente no Ewood Park aplaudiu o goleiro, que encerraria sua carreira pela primeira vez em janeiro de 2000, após o jogo contra o Norwich City.
Foi contemplado com a Ordem do Império Britânico em 2001, ano em que voltaria a jogar, pelo Havant & Waterlooville, fazendo três partidas. No mesmo ano, lançou sua autobiografia, intitulada "Legend".
Devido a uma crise de lesões que assolou os goleiros do Portsmouth, Knight voltaria ao clube em 2003, encerrando a carreira pela segunda vez no ano seguinte. Sua terceira passagem pelo Pompey foi em 2005, como treinador de goleiros. No ano seguinte, foi contratado pelo FC Dallas para exercer a mesma função.
Ainda em 2006, Knight reativou a carreira pela terceira vez, ao ser contratado pelo Dorchester Town, mas não chegou a entrar em campo durante a temporada. Paralelamente, era treinador de goleiros do Bournemouth. Sua última equipe foi o Horndean, onde faria inclusive sua estreia como treinador, em 2009. Pela equipe, realizou duas partidas antes de sua quarta aposentadoria, agora definitiva, como jogador, aos 48 anos.
Sua estreia como técnico em tempo integral foi em 2011, comandando o Dorchester Town, onde trabalhou até 2012. Em 2013, voltaria novamente ao Portsmouth para trabalhar como treinador de goleiros.

## Seleção
Mesmo sendo um dos melhores goleiros da Inglaterra durante sua passagem pelo Portsmouth, Knight nunca foi lembrado para defender o English Team, tendo sua participação resumida à equipe sub-21, onde fez duas partidas em 1982.